# Ель-Монте (Каліфорнія)
Ель-Монте (англ. El Monte) — місто (англ. city) в США, в окрузі Лос-Анджелес штату Каліфорнія. Населення — 109 450 осіб (2020). Розташоване у долині Сан-Габрієль на сході міста Лос-Анджелеса.

## Географія
Ель-Монте розміщений за координатами 34°4′29″ пн. ш. 118°1′45″ зх. д. / 34.07472° пн. ш. 118.02917° зх. д. (34.074633, -118.029136).  За даними Бюро перепису населення США в 2010 році місто мало площу 24,99 км², з яких 24,77 км² — суходіл та 0,22 км² — водойми.

### Клімат
| Клімат : Ель-Монте    | Клімат : Ель-Монте | Клімат : Ель-Монте | Клімат : Ель-Монте | Клімат : Ель-Монте | Клімат : Ель-Монте | Клімат : Ель-Монте | Клімат : Ель-Монте | Клімат : Ель-Монте | Клімат : Ель-Монте | Клімат : Ель-Монте | Клімат : Ель-Монте | Клімат : Ель-Монте | Клімат : Ель-Монте |
| Показник              | Січ.               | Лют.               | Бер.               | Квіт.              | Трав.              | Черв.              | Лип.               | Серп.              | Вер.               | Жовт.              | Лист.              | Груд.              | Рік                |
| Середній максимум, °C | 19,4               | 20,0               | 21,1               | 22,8               | 24,4               | 26,7               | 29,4               | 30,6               | 29,4               | 26,1               | 22,8               | 19,4               | 24,4               |
| Середній мінімум, °C  | 7,2                | 8,3                | 10,0               | 11,7               | 13,9               | 16,1               | 18,3               | 18,3               | 17,2               | 13,9               | 9,4                | 6,7                | 12,6               |
| Норма опадів, мм      | 93                 | 118                | 76                 | 28                 | 10                 | 4                  | 1                  | 2                  | 8                  | 20                 | 37                 | 61                 | 459                |
| --------------------- | ------------------ | ------------------ | ------------------ | ------------------ | ------------------ | ------------------ | ------------------ | ------------------ | ------------------ | ------------------ | ------------------ | ------------------ | ------------------ |
| Джерело:              |                    |                    |                    |                    |                    |                    |                    |                    |                    |                    |                    |                    |                    |

## Демографія

### Перепис 2010
Згідно з переписом 2010 року, у місті мешкало 113 475 осіб у 27 814 домогосподарствах у складі 23 347 родин. Густота населення становила 4541 особа/км².  Було 29069 помешкань (1163/км²).
Расовий склад населення:
| - 38,8 % — білих - 25,1 % — азіатів - 1,0 % — корінних американців - 0,8 % — чорних або афроамериканців - 0,1 % — вихідців з тихоокеанських островів - 31,0 % — осіб інших рас |

До двох чи більше рас належали 3,2 %. Частка іспаномовних становила 69,0 % від усіх жителів.
За віковим діапазоном населення розподілялося таким чином: 28,4 % — особи молодші 18 років, 62,3 % — особи у віці 18—64 років, 9,3 % — особи у віці 65 років та старші. Медіана віку мешканця становила 31,6 року. На 100 осіб жіночої статі у місті припадало 100,9 чоловіків;  на 100 жінок у віці від 18 років та старших — 99,4 чоловіків також старших 18 років.
Середній дохід на одне домашнє господарство  становив 52 276 доларів США (медіана — 38 085), а середній дохід на одну сім'ю — 54 849 доларів (медіана — 40 404). Медіана доходів становила 27 647 доларів для чоловіків та 24 614 долари для жінок. За межею бідності перебувало 24,9 % осіб, у тому числі 38,8 % дітей у віці до 18 років та 18,9 % осіб у віці 65 років та старших.
Цивільне працевлаштоване населення становило 47 019 осіб. Основні галузі зайнятості: виробництво — 16,2 %, освіта, охорона здоров'я та соціальна допомога — 15,1 %, роздрібна торгівля — 11,3 %, мистецтво, розваги та відпочинок — 10,6 %.

### Перепис 2000
За даними перепису 2000 року, у місті проживало 115 965 осіб, 27 034 домогосподарства та 23 005 сімей у 27 758 одноповерхових будинках площею 1 122,2 км². Густота населення складала 4 688,4 людини на км². Починаючи з 1970-х років населення міста збільшилося більше ніж на 40 %, а житлові будинки замінили гаї з волоських горіхів, якими це місто славилося.
У 2010 році білих було 44 058 (38,8 %), афроамериканців — 870 (0,8 %), азіатів 28 503 (25,1 %) (13,5 % китайців, 7,4 % в'єтнамців, 1,2 % філіппінців, 0,4 % камбоджійців, 0,2 % бірманців, 0,2 % японців, 0,2 % корейців, 0,2 % індійців, 0,2 % тайців) і 131 (0,1 %) з тихоокеанських островів.

## Відомі люди
- Гленн Корбетт (1933—1993) — американський актор театру та кіно
- Гільда Соліс (нар.1957) — Міністр праці США
- Скетмен Джон (1942—1999) — джазовий музикант
- Мері Форд (1924—1977) — американська співачка і гітаристка.
- Кантрі Джо Макдональд (нар.1942) — вокаліст, гітарист, композитор, автор текстів, продюсер.
- Кімберлі Род (нар.1979) — американська спортсменка з стрілецького спорту, триразова олімпійська чемпіонка, чемпіонка світу, триразова чемпіонка Панамериканських ігор.

## Міста-побратими
За даними Міжнародної мережі міст-побратимів, Ель Монте співпрацює з такими містами:
- Тустла-Ґутьєррес, у штаті Чяпас,  Мексика
- Самора-де-Ідальго[en] у штаті Мічоакан,  Мексика
- Марк-ан-Барель, у регіоні О-де-Франс,  Франція
- Район Юнкан[en], Тайвань,  Республіка Китай